# Walter Davoine
Walter Davoine (* 27. März 1935 in Montevideo) ist ein ehemaliger uruguayischer Fußballspieler.

## Spielerlaufbahn

### Verein
Der auf der Position des rechten Verteidigers eingesetzte Davoine spielte zunächst in Montevideo für den Club Atlético Peñarol, wo er 1954 debütierte. Andere Quellen führen ihn bereits ab 1952 und unter Aussparung des Jahres 1954 bis einschließlich 1957 im Kader Peñarols. Definitiv zur Stammformation wird er bei Marcos Silvera Antúnez allerdings lediglich im Jahr 1957 in der Position des rechten Half geführt. Nach seiner Station bei den "Aurinegros" spielte er für River Plate. Später gehörte dem Aufgebot der Rampla Juniors in der Erstliga-Spielzeit des Jahres 1959 an. 1960 absolvierte er im Nachbarland Uruguays 15 Spiele für die Boca Juniors. 1961 bis 1965 stand er ebenfalls in Argentinien bei Gimnasia y Esgrima La Plata unter Vertrag. Seine Einsatzstatistik weist hier 129 Spiele und einen Treffer aus. 1966 spielte er wieder in Uruguay für den Club Atlético Cerro. In jenem Jahr beendete er seine Karriere.

### Nationalmannschaft
Davoine gehörte der uruguayischen Junioren-Nationalmannschaft an, die 1954 an der Junioren-Südamerikameisterschaft in Venezuela teilnahm und den Titel gewann. Im Verlaufe des Turniers wurde er von Trainer Gerardo Spósito sechsmal (kein Tor) eingesetzt. Er war auch Mitglied der A-Nationalmannschaft Uruguays, für die er zwischen dem 14. März 1959 und dem 22. Dezember 1959 sechs Länderspiele absolvierte, bei denen er keinen persönlichen Torerfolg vorweisen kann. Mit der Celeste nahm er sowohl an der Südamerikameisterschaft 1959 in Argentinien als auch am zweiten Turnier jenes Jahres in Ecuador teil. Bei der letztgenannten Veranstaltung gewann er mit Uruguay den Titel.

### Erfolge
- Junioren-Südamerikameister: 1954
- Südamerikameister: 1959